# Eolifon

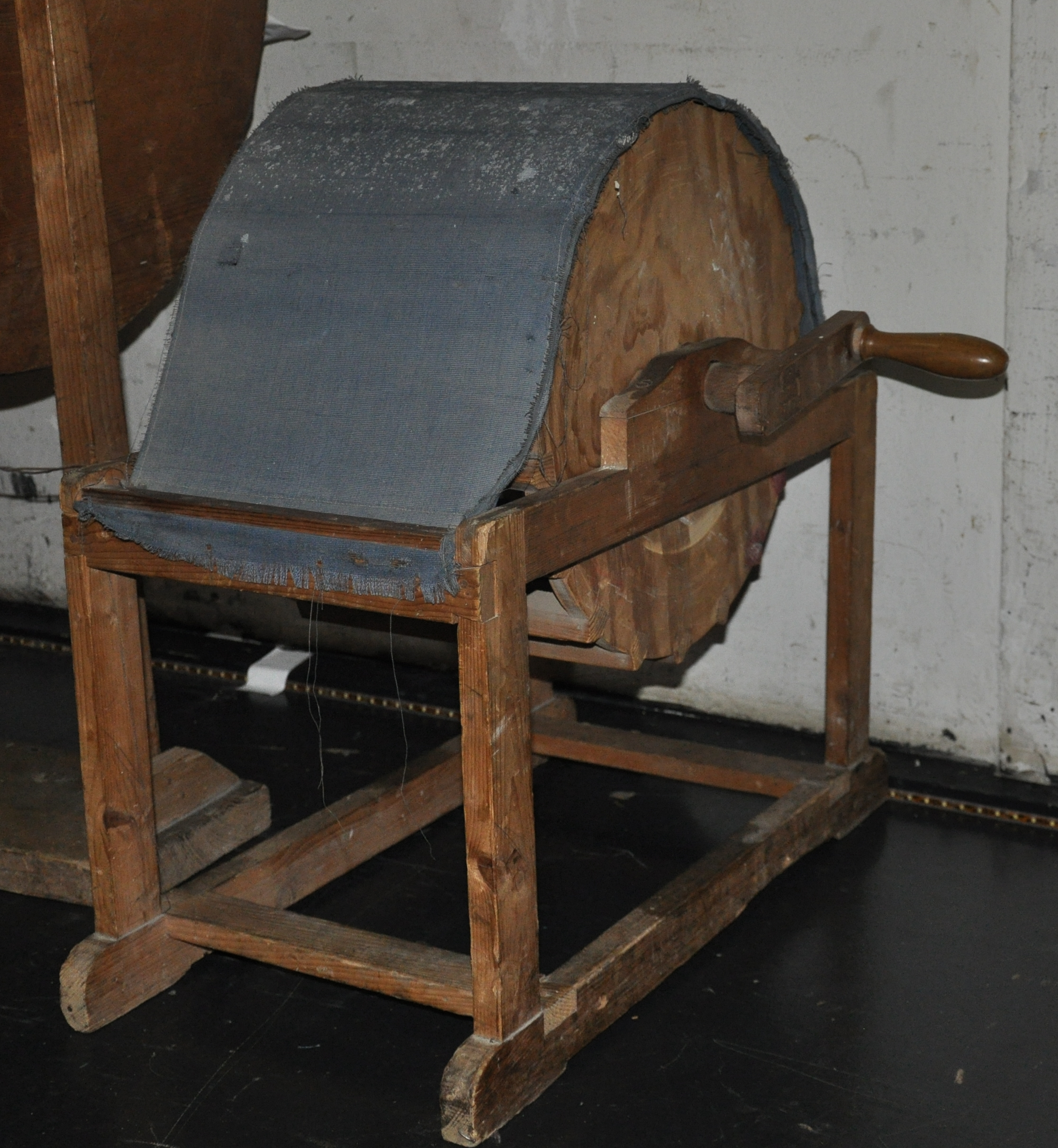
Eolifon pochodzący z przełomu XIX i XX wieku

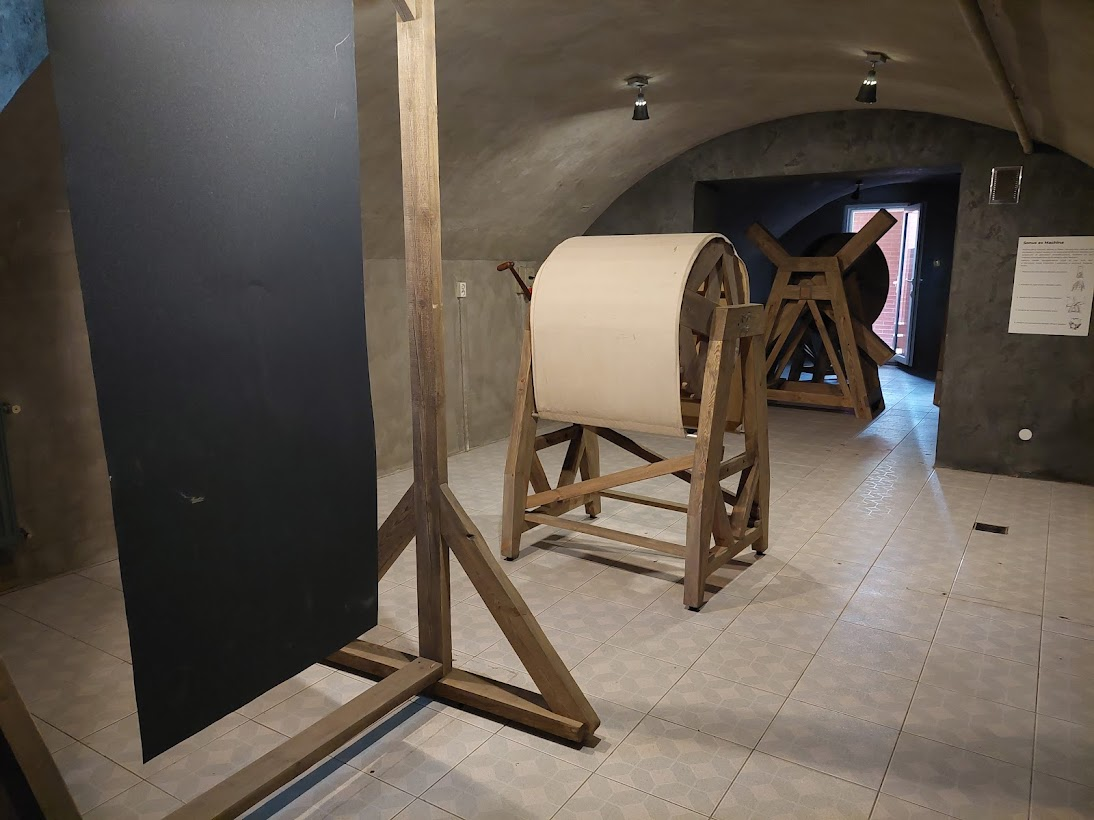
Eolifon (w środku zdjęcia) w Muzeum Teatru Polskiego Radia w Baranowie Sandomierskim

Eolifon (ang. Wind machine) – instrument muzyczny wchodzący w skład idiofonów. Wykorzystywany do tworzenia efektów dźwiękowych.

## Budowa
Cylinder eolifonu składa się z kilku drewnianych listew. Drewniany cylinder jest pokryty jedwabiem lub inną tkaniną. Do cylindra przymocowana jest korba. Cylinder spoczywa na stojaku. W momencie, gdy cylinder jest obracany za pomocą korby dochodzi do tarcia pomiędzy drewnianymi listwami a tkaniną, w wyniku czego powstaje dźwięk podobny do odgłosu wiatru. Im szybciej cylinder się obraca tym dźwięk staje się głośniejszy.

## Użycie
Ze względu na to, że dźwięk wydawany przez eolifon przypomina odgłos wiatru instrument jest często stosowany do tworzenia efektów dźwiękowych (są one wykorzystywane m.in. w słuchowiskach radiowych, filmach czy teatrze). Jako instrument muzyczny eolifon został wykorzystany m.in. w operze Z rodu Boreasza autorstwa Jeana-Philippe’a Rameau, Holendrze tułaczu autorstwa Richarda Wagnera, Don Kichocie Richarda Straussa i w balecie Daphnis i Chloé skomponowanym przez Maurice'a Ravela.